# Lisa Ann
Lisa Ann, nombre artístico de Lisa Anne Corpora (Easton, Pensilvania, 9 de mayo de 1972), es una productora, directora y actriz pornográfica estadounidense, catalogada como una de las mejores MILF del mundo.

## Biografía
Comenzó con bailes eróticos sexuales en 1991 para pagarse los estudios, obteniendo el título de higienista dental. En julio de 1993, inició su carrera en el porno, pero la abandonó en 1997 debido a la corriente de casos de sida que afectó a la industria en aquellos años. Estuvo varios años viajando como bailarina en numerosos clubes de estriptis por todo el país. Después de tanto tiempo viajando, Lisa decidió instalarse y dedicarse completamente a su matrimonio y a su nuevo negocio de balneario. Posteriormente se divorció y vendió su balneario, emprendiendo su objetivo a largo plazo y entró de nuevo en la industria como agente, por lo que poco tiempo después volvió para actuar, aproximadamente en 2004. Su primera película de "regreso", fue lanzada el 16 de febrero de 2006.
Su agencia de talentos, Clear Talent Management, creada en noviembre de 2006, fue rebautizada con el nombre de Lisa Ann's Talent Management. Se fusionó con Adam Glasser's Lighthouse Agency en 2007, y, finalmente, cerró en julio de 2010.

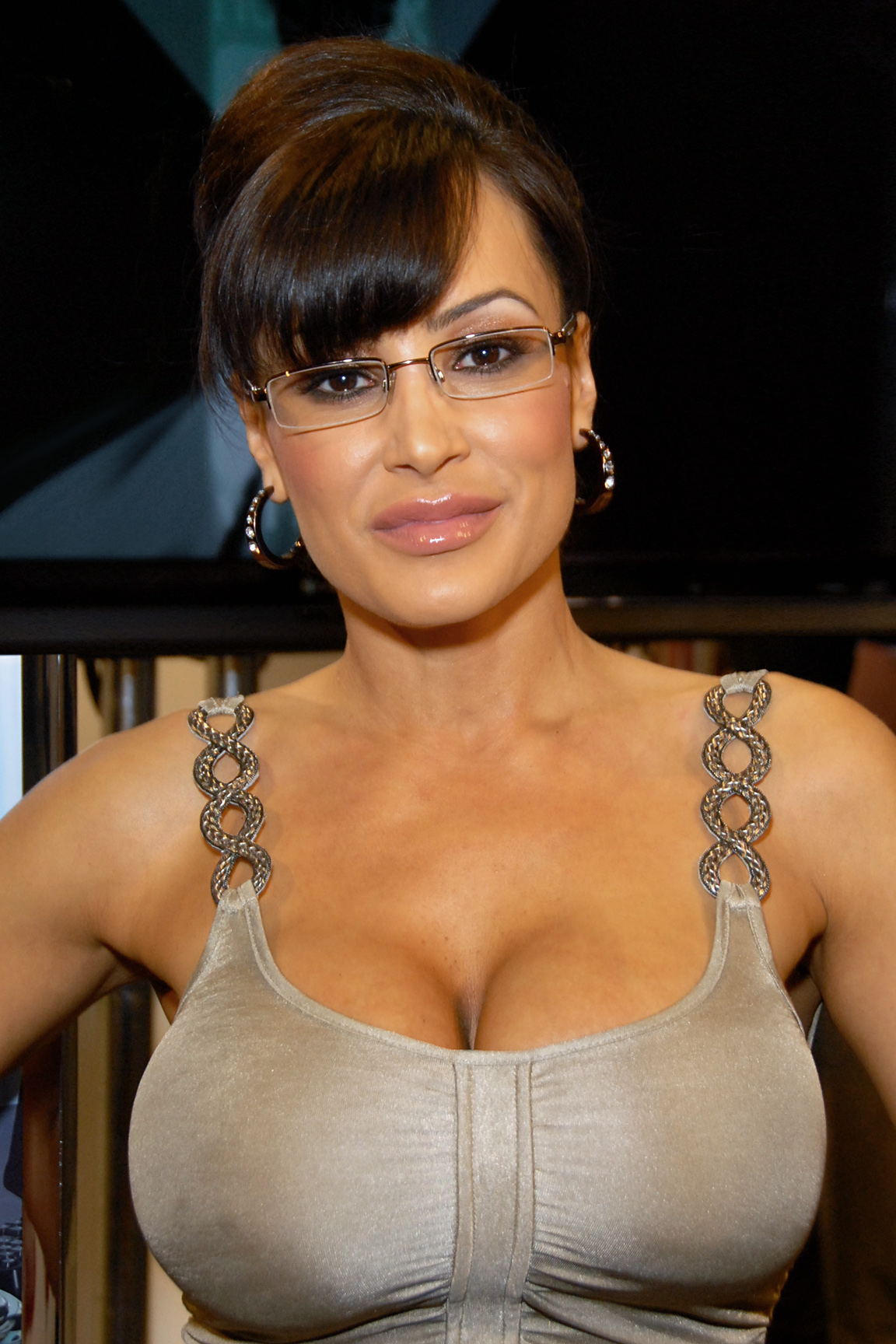
Lisa Ann como Serra Paylin en la Expo AVN, Las Vegas, Nevada el 8 de enero de 2010

El 2 de octubre de 2008, Lisa Ann fue confirmada para protagonizar Who's Nailin' Paylin? parodiando a la vice candidata republicana Sarah Palin. La película, producida por Larrys Flynt's Hustler Video, retrata a Lisa Ann en escenas de sexo con otras mujeres estrellas del porno parodiando a conocidas figuras políticas femeninas, como Hillary Clinton (interpretado por la veterana estrella porno Nina Hartley) y Condoleezza Rice (interpretado por Jada Fire).
Después de que el también actor y amigo C.J. Wright la animara, Lisa Ann hizo su debut como directora con la película interracial, Hung XXX, lanzada en septiembre de 2009 por Justin Slayer Internacional.
En diciembre de 2009, se anunció que Lisa Ann había firmado para ser la portavoz de la RealTouch, una vagina artificial mecanizada producida por AEBN.
En marzo de 2010, Lisa Ann apareció en un anuncio del servicio público para la Coalición de Libertad de Expresión en el tema de la piratería en Internet de contenidos para adultos, dirigida por Michael Whiteacre.
Lisa Ann fue elegida para ser la coanfitriona de los Premios XRCO en abril de 2010.
En abril de 2013, Lisa Ann fue incluida en el XRCO Salón de la Fama por haber participado en un trío hardcore con Hugo Harringtone y estudiantes. El mismo día, el New York Post informó que ella era la estrella porno más popular en el mundo de acuerdo a los datos proporcionados por Pornhub.
Ese mismo año hizo una aparición en el video musical Dead Bite de la banda Hollywood Undead.
Lisa Ann se expresó en un personaje conocido como "prostituta #2" en el videojuego Grand Theft Auto V.
En diciembre de 2014 anunció su retirada como actriz pornográfica, aunque admitió que continuará dentro de la industria como directora e impulsora de nuevos talentos.
En enero de 2018, Lisa Ann confirmó su regreso como actriz pornográfica.

## Premios y nominaciones
- 2007 Adam World Film Guide Award - Pornografía Cumback del Año[21]
- 2007 Premios XRCO - Cumback del Año[22]
- 2009 Premios AVN - Madura protagonista del Año[23]
- 2009 Salón de la Fama AVN[23]
- 2009 AEBN VOD Award - Artista del Año[24]
- 2010 Premio XRCO - Madura del Año[25]
- 2010 Premio F.A.M.E - Madura favorita[26]
- 2010 Premio XFANZ - Madura del Año[27]
- 2011 Premio XBIZ - Madura Artista del Año[28]
- 2011 Premio Urban X - Mejor intérprete madura[29]
- 2011 Salón de la Fama de los Premios Urban X
- 2011 Premio AEBN VOD - Artista del Año[30]
- 2012 Premios NightMoves - Mejor intérprete madura (elección de los fanes)[31]
- 2012 Premios NightMoves - Mejor Sitio Web Individual (elección de los fanes) - TheLisaAnn.com[31]
- 2012 Premio Urban X - Madura Artista del Año[32]
- 2013 Salón de la Fama XRCO[33]
- 2013 Premio Exxxotica Fanny -(Madura Artista del Año)[34]
- 2013 NightMoves Award – Social Media Star (Editor’s Choice)[35]
- 2013 XRCO Hall of Fame[36]
- 2014 AVN Award – Hottest MILF (elección de los fanes)[37]
- 2014 AVN Award - Best MILF Release for MILF Revolution, Director[37]